# Гартон, Билли
Уи́льям Фрэ́нсис Га́ртон (англ. William Francis Garton; родился 15 марта 1965, Солфорд), более известный как Би́лли Га́ртон — английский футболист, центральный защитник, наиболее известный по выступлениям за «Манчестер Юнайтед» во второй половине 1980-х годов.

## Биография
Уроженец Солфорда, Билли Гартон начал играть в футбол за местные школьные и юношеские команды «Траффорд Роуд Джуниор Скул», «Ордсолл Хай Скул», «Барр Хилл», «Солфорд Бойз» и «Ланкашир Бойз». Юным игроком интересовались «Эвертон», «Бирмингем Сити» и «Блэкпул», но в апреле 1980 года он подписал любительский контракт с «Манчестер Юнайтед». 16 августа 1980 года он дебютировал за «юношескую команду «Манчестер Юнайтед» на позиции центрального защитника в выездной игре против «Бери», которая завершилась со счётом 0:0. Следующие несколько сезонов он провёл за юношескую и резервную команды «Юнайтед». Его кумиром и образцом для подражания на тот момент был шотландский защитник Мартин Бакен. В сезоне 1981/82 Гартон был в составе команды «Манчестер Юнайтед», дошедшей до финала Молодёжного кубка Англии. В двухраундовом финале «Юнайтед» уступил «Уотфорду» (поражение 2:3 на «Олд Траффорд» и 4:4 на «Викаридж Роуд», причём Гартон забил в свои ворота в ответном матче).
Официальный дебют Гартона за основную команду состоялся 26 сентября 1984 года в матче Кубка Футбольной лиги против «Бернли». Матч завершился победой «Юнайтед» со счётом 4:0. 7 ноября Билли вышел на замену Кевину Морану уже в добавленное время матча Кубка УЕФА против «ПСВ» на «Олд Траффорд». 10 ноября он дебютировал в Первом дивизионе, выйдя в стартовом составе на выездной матч против «Лестер Сити». Матч завершился победой «Юнайтед» со счётом 3:2. В сезоне 1984/85 он провёл за основную команду только 4 матча. При этом он продолжал регулярно играть за резервистов, сыграв в сезоне 1984/85 29 матчей в Центральной лиге. В сезоне 1985/86 Гартон провёл за основную команду 11 матчей. В качестве основной связки центральных защитников главный тренер Рон Аткинсон предпочитал Кевина Морана и Пола Макграта, поэтому для получения игрового времени в 1986 году Гартон отправился в аренду в «Бирмингем Сити». Он провёл за «Сити» 5 матчей в чемпионате, по итогам которого бирмингемская команда выбыла из высшего дивизиона.
По ходу сезона 1986/87 у команды сменился главный тренер: им стал шотландец Алекс Фергюсон. Под руководством Фергюсона Билли Гартон сыграл восемь матчей подряд с конца декабря 1986 по начало февраля 1987 года, заменив Пола Маграта, однако затем уступил ему же место в составе. В сентябре и октябре 1987 года Гартон провёл в основном составе девять матчей подряд, после чего выбыл из строя из-за травмы. Травмы постоянно преследовали молодого защитника, и в декабре 1987 года Фергюсон принял решение о подписании Стива Брюса из «Норвич Сити». К 1990 году, когда в «Юнайтед» в центре обороны играли Брюс и Гари Паллистер, Гартон рассматривал несколько предложений разных клубов о продолжении карьеры, согласившись на переход в «Манчестер Сити». Однако в итоге тот трансфер не состоялся из-за плохих результатов медицинского обследования. Ему был поставлен диагноз «Синдром хронической усталости», после чего Гартон завершил профессиональную карьеру. В общей сложности он провёл за основную команду «Манчестер Юнайтед» 51 матч.
После ухода из «Юнайтед» он прошёл тренерские курсы Футбольной ассоциации, и в сезоне 1992/93 стал главным тренером клуба «Солфорд Сити». Фактически он был играющим тренером, но его удалили с поля в первой же игре под его руководством за драку с игроком команды-соперника.Проведя 17 месяцев в «Солфорде», он перешёл в «Уиттон Альбион», за который сыграл 23 матча в сезоне 1993/94. C 1994 по 1998 год выступал за «Хайд Юнайтед», проведя за клуб 149 официальных матчей и забив 5 мячей (в том числе 100 матчей и 1 мяч в рамках лиг), совмещая игры с работой в тренерском штабе клуба. Также он получил педагогическое образование и работал учителем в нескольких школах Большого Манчестера.
В 2000 и 2001 году вновь выступал за «Солфорд Сити», после чего эмигрировал в США вместе с женой, получившей грин-карту. С тех пор проживает в Сан-Диего, Калифорния, где является сооснователем и соуправляющим детско-юношеского футбольного клуба «Кармел Вэлли Манчестер» (англ. Carmel Valley Manchester Soccer Club).